# گل‌شکاف نیلی
گل‌شکاف نیلی (نام علمی: Diglossa indigotica) نام یک گونه از سرده گل‌شکاف است.